# Bunzō Hashikawa
Bunzō Hashikawa (橋川 文三); 1er janvier 1922 - 17 décembre 1983, est un historien et politologue japonais.
Hashikawa est professeur à l'université Meiji à Tokyo. Il est surtout connu pour ses publications sur la pensée politique moderne au Japon. Il a écrit à propos de l'écrivain nationaliste Yukio Mishima et de l'ethnologue Kunio Yanagita et publie en 1960 un examen de l'école romantique japonaise. Avec Sannosuke Matsumoto, il donne Kindai Nihon seiji shisō shi (« Histoire de la pensée politique moderne japonaise »).

## Source de la traduction
- (de) Cet article est partiellement ou en totalité issu de l’article de Wikipédia en allemand intitulé « Hashikawa Bunzō » (voir la liste des auteurs).
- Notices d'autorité :   - VIAF
  - ISNI
  - IdRef
  - LCCN
  - GND
  - Japon
  - CiNii
  - Pays-Bas
  - Israël
  - Corée du Sud
  - WorldCat